# Cartier (otok)
Otok Cartier je nenaseljeni otok bez vegetacije na grebenu u Timorskom moru sjeverno od Australije i južno od Indonezije. Nalazi se unutar teritorija otočja Ashmore i Cartier, vanjskog teritorija Australije. Površina otoka Cartier iznosi oko 0.4 ha. Nalazi se na koordinatama 12°31′S 123°33′E / 12.517°S 123.550°E, na rubu Sahulskog šelfa, oko 300 km od sjeverozapadne obale Zapadne Australije, 200 km južno od indonezijskog otoka Rote i 70 km jugoistočno od grebena Ashmore.
Na južnom rubu grebena nalazi se olupina Ann Millicent, teglenice sa željeznim trupom od 944 tone koja je imala brodolom 1888. Ostaci RAAF Beaufightera također se mogu vidjeti za vrijeme oseke. Prije korišten kao poligon za bombardiranje, pristup otoku je zabranjen zbog opasnosti od neeksplodiranih ubojitih sredstava. Područje je još uvijek označeno kao područje vojnih vježbi, ali više nije u aktivnoj upotrebi.
Otok Cartier potpuno je bez vegetacije osim morske trave Thallassia hemprichii, koja raste u džepovima pijeska unutar grebena i može biti izložena za vrijeme oseke.

## Povijest
Otok je ucrtan na karte 1800. godine i dobio je ime po brodu Cartier. Njegov ucrtani položaj bio je pomalo netočan sve dok nije ispravljen 1878. tijekom hidrografskog istraživanja poručnika Williama Tookera u Airlieju. Dana 5. siječnja 1888. Ann Millicent se nasukala na otoku tijekom putovanja od zaljeva Carpentaria do Adelaidea u Južnoj Australiji. Godine 1909. pripojen je Ujedinjenom Kraljevstvu, ali je 23. srpnja 1931., zajedno s grebenom Ashmore predan Australiji.
Tijekom Drugog svjetskog rata ovo područje je korišteno kao poligon za ispitivanje bombi. Otok Cartier i okolno morsko područje unutar 10 km promjera je do 20. srpnja 2011. službeno je bilo područje za vojne vježbe i u prošlosti se koristilo kao poligon za zračno oružje. Iako se mjesto više ne koristi za testiranje oružja, postoji znatan rizik od neeksplodiraih ubojitih sredstava zaostalih u tom području.
Otok Cartier je unutar područja koje podliježe Memorandumu o razumijevanju (poznatom kao MOU Box) koji su potpisale Australija i Indonezija 1974. i revidiran 1989., a koji je predviđao nastavak indonezijskog tradicionalnog ribolova unutar granica ovog područja.

## Okoliš i zaštita
Morski park otoka Cartier obuhvaća područje unutar 7 km od središta grebena, koje je zaštićeno je kao zona utočišta (IUCN Ia).
Godine 2003., ekološke vlasti zatvorile su pomorski pristup otoku i okolnom grebenu kako bi potakli obnovu iscrpljenog ribljeg fonda i iz sigurnosnih razloga.
Najavljeno kao sedmogodišnje zatvaranje, Environment Australia planiralo je pratiti razine morskih divljih životinja i utvrditi prisutnost neeksplodiranih ubojitih sredstava. Prije tog vremena, područje su posjećivale jahte i indonezijski ribarski brodovi.

## Vanjske poveznice
- Cartier Island at the Gazetteer of Australia online
- Ashmore and Cartier Islands at CIA - The World Factbook  Arhivirana inačica izvorne stranice od 7. studenoga 2017. (Wayback Machine)